# Shadowhunters

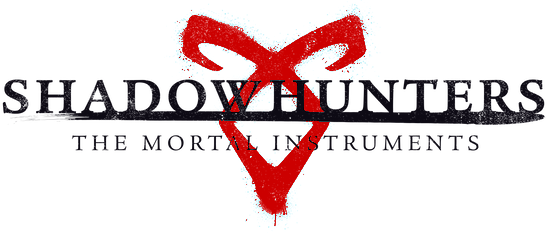
logo serialu

Shadowhunters, znany także jako  Shadowhunters: The Mortal Instruments – amerykański serial fantasy wyprodukowany przez Constantin Film oraz Wonderland Sound and Vision, który jest adaptacją serii książek Dary anioła autorstwa Cassandry Clare. Producentami wykonawczymi są Ed Decter oraz McG. Serial był emitowany od 12 stycznia 2016 roku do 13 maja 2019 roku przez Freeform.
Na początku czerwca 2018 roku, stacja ogłosiła, że trzeci sezon jest finałową serią.

## Fabuła
Clary Fray właśnie dostała się do Akademii Sztuki na Brooklynie. Wydawałoby się, że jest zwyczajną nastolatką, prowadzącą normalne życie. Jednak wszystko zmienia się w jej osiemnaste urodziny. Dziewczyna odkrywa, że jest Nocnym Łowcą, inaczej zwanym Nefilim, hybrydą anioła i człowieka, której zadaniem jest ochrona ludzkości przed demonami. Kiedy jej matka, Jocelyn Fray, zostaje porwana przez zgrupowanie o nazwie „Krąg Razjela” dowodzoną przez jej męża Valentine’a Morgensterna, Clary wraz z nowo poznaną drużyną Nocnych Łowców, rusza jej na pomoc. Dziewczyna wkracza w magiczny świat wraz z tajemniczym i narcystycznym Jace’m Waylandem, w którym się zakochuje, Alekiem i Isabelle Lightwoodami oraz lojalnym przyjacielem Simonem Lewisem. Od teraz żyje pośród elfów, czarowników, wampirów oraz wilkołaków. Clary rozpoczyna niezwykłą podróż, podczas której dowie się więcej o przeszłości oraz o tym, co przyniesie przyszłość.

## Obsada

### Główna
- Katherine McNamara jako Clary Fairchild[3]
- Dominic Sherwood jako Jace Herondale[4]
- Alberto Rosende jako Simon Lewis[5]
- Emeraude Toubia jako Isabelle Lightwood[5]
- Matthew Daddario jako Alec Lightwood[6]
- Harry Shum Jr. jako Magnus Bane[7]
- Isaiah Mustafa jako Luke Garroway[6]

### Drugoplanowe role
- Maxim Roy jako Jocelyn Fairchild[8]
- Alan van Sprang jako Valentine Morgenstern[7]
- Jon Cor jako Hodge Starkweather[9]
- David Castro jako Raphael Santiago[10]
- Kaitlyn Leeb jako Camille Belcourt[11]
- Vanessa Matsui jako madame Dorothea
- Nicola Correia Damude jako Maryse Lightwood[12]
- Paulino Nunes jako Robert Lightwood
- Jack Fulton jako Max Lightwood
- Stephanie Bennett jako Lydia Branwell[13]
- Mimi Kuzyk jako Imogen Herondale
- Adam J. Harrington jako Michael Wayland[14]
- Alisha Wainwright jako Maia Roberts (sezon 2)[15]
- Will Tudor jako Sebastian Verlac (sezon 2)[16]
- Joel Labelle jako Alaric
- Jade Hassoune jako Meliorn

## Odcinki
| Sezon | Sezon | Odcinki | Oryginalna emisja | Oryginalna emisja | Oryginalna emisja | Oryginalna emisja | Oryginalna emisja |
| Sezon | Sezon | Odcinki | Premiera sezonu   | Finał sezonu      | Premiera sezonu   | Finał sezonu      |                   |
| ----- | ----- | ------- | ----------------- | ----------------- | ----------------- | ----------------- | ----------------- |
|       | 1     | 13      | 12 stycznia 2016  | 5 kwietnia 2016   | 13 stycznia 2016  | 6 kwietnia 2016   |                   |
|       | 2     | 20      | 2 stycznia 2017   | 14 sierpnia 2017  | 3 stycznia 2017   | 15 sierpnia 2017  |                   |
|       | 3     | 22      | 20 marca 2018     | 13 maja 2019      | 21 marca 2018     | 14 maja 2019      |                   |

## Produkcja
31 marca 2015 roku stacja Freeform (dawniej ABC Family) podjęła decyzję o zamówieniu pierwszego sezonu serialu.
14 marca 2016 roku stacja Freeform ogłosiła zamówienie drugiego sezonu, który będzie składał się z 20 odcinków.
24 kwietnia 2017 stacja Freeform zamówiła trzeci sezon serialu.